# 12349 Akebonozou
12349 Akebonozou eller 1993 GO är en asteroid i huvudbältet, som upptäcktes den 14 april 1993 av den japanske amatörastronomen Atsushi Sugie i Dynic-observatoriet. Den är uppkallad efter den utdöda elefant arten Stegodon aurorae.
Asteroiden har en diameter på ungefär 11 kilometer.